# Hippolyte de La Charlerie
Hippolyte de La Charlerie, né à Mons le 2 août 1828 et mort à Etterbeek le 14 novembre 1869, est un artiste peintre et illustrateur belge.

## Biographie
Hippolyte de La Charlerie a étudié l'art à l'Académie des beaux-arts de Bruxelles de 1843 à 1851. Il est cofondateur de l'Atelier Saint-Luc à Bruxelles, mais il a beaucoup vécu à Paris, où il s'est établi en tant qu'illustrateur.
Hippolyte de La Charlerie est l'un des membres fondateurs en 1868 de l'association avant-gardiste bruxelloise la Société libre des Beaux-Arts.
Il a illustré une édition de Paul et Virginie publiée à Paris, chez Lemerre en 1867.